# جيانكارلو جيورجيتي
جيانكارلو جيورجيتي (بالإيطالية: Giancarlo Giorgetti)‏ هو سياسي إيطالي من مواليد 16 ديسمبر 1966 وعضو بارز في رابطة الشمال، حيث أصبح نائبًا للأمين العام في عام 2016. منذ أكتوبر 2022، يشغل جيورجيتي منصب وزير الاقتصاد والمالية في حكومة جورجا ملوني. كان في السابق أمينًا لمجلس الوزراء من يونيو 2018 حتى سبتمبر 2019، في حكومة جوزيبي كونتي ثم وزيرًا للتنمية الاقتصادية من فبراير 2021 حتى أكتوبر 2022، في حكومة ماريو دراجي.